# Iżma
Iżma (ros. Ижма) – rzeka płynąca w Rosji przez terytorium Republiki Komi. Jej źródła znajdują się na Wyżynie Lem’junskiej na zachód od Troicko-Pieczorska. Jej długość wynosi 531 km, przepływa przez Uchtę. Wpada do Peczory na wysokości wsi Ust'-Iżma (Усть-Ижма).
Nazwa tej rzeki, podobnie jak rzeki Tojmy, pochodzi od nieznanego ludu, zamieszkującego jej okolice zanim zostały one zasiedlone przez ludy ugrofińskie.